# Konferenz von Moskau
Während und nach dem Zweiten Weltkrieg fanden Konferenzen der alliierten Großmächte in Moskau statt:

## Beaverbrook-Harriman-Mission 1941
Im Juli 1941 nach dem deutschen Überfall auf die Sowjetunion war Harry Hopkins im Auftrag von Roosevelt und Churchill als Sonderbeauftragter nach Moskau gesandt worden. Bei den Gesprächen mit Josef Stalin hatte er einen Eindruck über die Entschlossenheit der sowjetischen Kriegführung und deren Materialbedarf erhalten. Seine Berichte führten zu einem positiveren Bild Stalins und der Sowjetunion in den USA und in Meinungsumfragen sprachen sich die Amerikaner nun mehrheitlich für eine Unterstützung der Sowjetunion aus. Am 13. August 1941 wurde Stalin daraufhin eine Konferenz zu Hilfslieferungen angeboten, die in Moskau stattfinden sollte. Am 30. August beauftragte Roosevelt den Kriegsminister und den Marineminister, ein Langzeitprogramm zur Verteilung von verfügbarem Material für britische, russische und amerikanische Bedürfnisse auszuarbeiten. Am 15. September reiste Averall Harriman für den kranken Hopkins mit einer Delegation nach London, um dort mit der britischen Mission unter Lord Beaverbrook (Minister of Supply) ein gemeinsames Unterstützungsangebot an die Sowjetunion auszuarbeiten. Vom 29. September und 1. Oktober fand dann eine gemeinsame Konferenz in Moskau statt. 
Ergebnis war das Moskauer Protokoll vom 2. Oktober 1941, in dem die Vereinigten Staaten und Großbritannien ihre Absicht erklärten, siebzig namentlich genannte Güter (von Flugzeugen bis Kakaobohnen) in britischen und amerikanischen Zentren im Zeitraum bis zum 30. Juni 1942 verfügbar zu machen und bei der Lieferung behilflich zu sein. Das Protokoll war keine vertragliche Verpflichtung, sondern sagte nur die größtmöglichen Anstrengungen für die Erfüllung zu. Es enthielt auch eine Klausel bezüglich eines Anpassungsbedarfs durch die Unwägbarkeiten der Kriegssituation. Das Protokoll verbesserte die Beziehungen zur Sowjetunion und Churchill und Roosevelt betrachteten es eher als bindend denn als reine Absichtserklärung. Selbst nach dem japanischen Angriff auf Pearl Harbor im Dezember 1941 bestand Roosevelt darauf, dass ohne Rücksicht auf den eigenen Rüstungsbedarf versucht würde, das Protokoll zu erfüllen.
Die amerikanischen Zusagen hatten einen Wert von einer Milliarde US-Dollar, deren Bezahlung oder Finanzierung zunächst ungeklärt blieb. Als sich die innenpolitische Stimmung zugunsten der Sowjetunion änderte, erklärte die US-Regierung am 7. November 1941 die Ausweitung des Lend-Lease-Programms auf die Sowjetunion.

## Moskauer Konferenz 1942

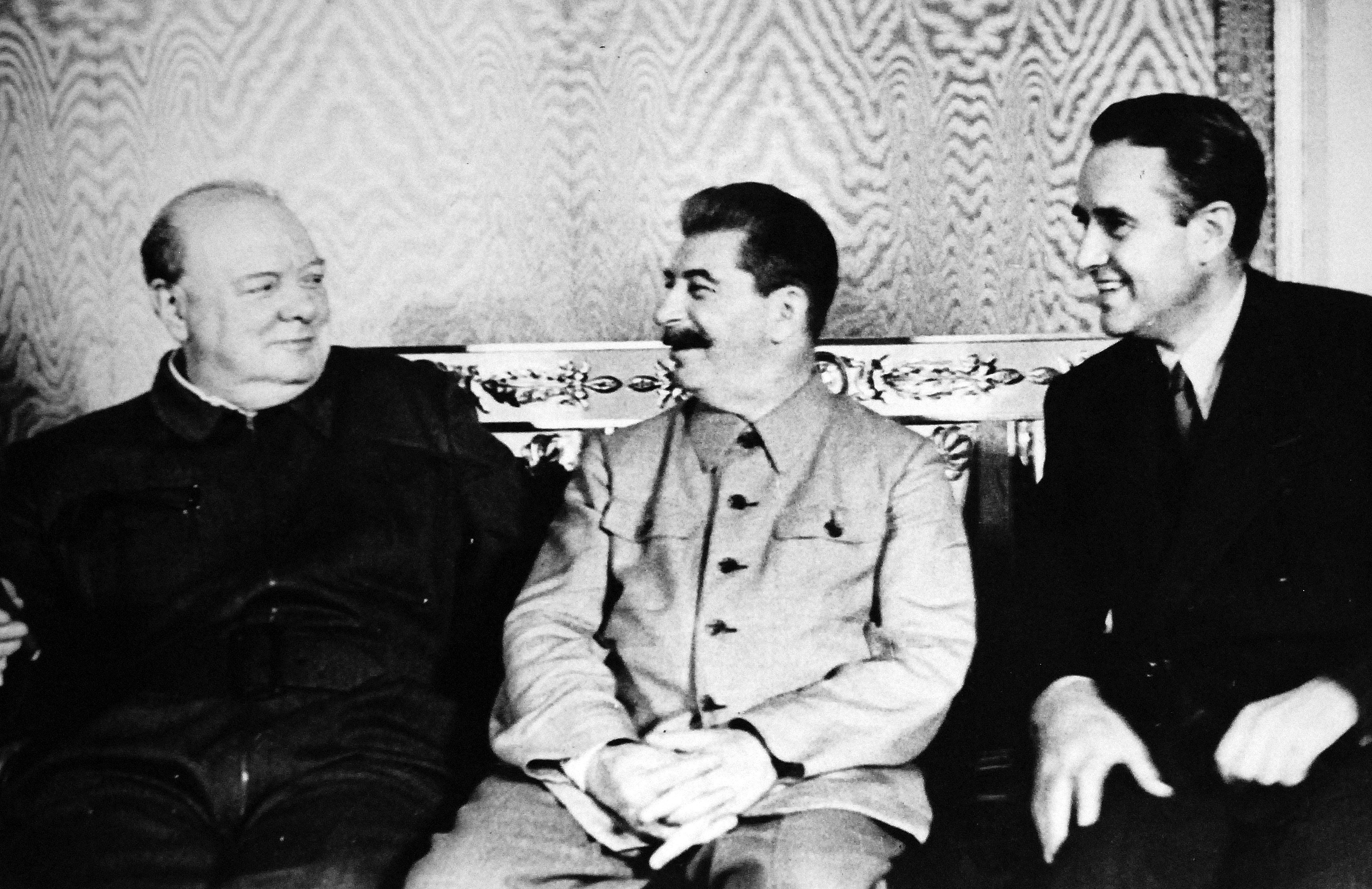
Churchill, Stalin und Harriman 1942

Vom 12. bis 17. August 1942 trafen sich Stalin und Churchill sowie Harriman in Moskau, Thema der Gespräche waren die Kriegspläne der Alliierten für Nordafrika und für die Errichtung einer „Zweiten Front“ in Europa durch Landung in Frankreich.

## Außenministerkonferenz 1943
An der Moskauer Konferenz vom 19. Oktober bis 1. November 1943 nahmen die Außenminister der drei führenden alliierten Mächte USA, Großbritannien und UdSSR (Hull, Eden und Molotow) teil. Sie koordinierten die weitere Zusammenarbeit, vereinbarten den Eintritt der UdSSR in den Krieg gegen Japan und die Grundlagen ihrer europäischen und weltpolitischen Kooperation nach Kriegsende. Man kam überein, „zum frühestmöglichen Zeitpunkt eine allgemeine Organisation zur Erhaltung des internationalen Friedens und der internationalen Sicherheit zu schaffen, die auf der Grundlage der souveränen Gleichheit aller friedlichen Staaten beruht und zu der die Mitgliedschaft für alle diese Staaten, groß oder klein, offen sein soll.“
Über die Zukunft des besiegten Deutschlands und des wiederzuschaffenden Österreichs wurde die Moskauer Deklaration formuliert. Zusätzlich wurde von ihnen eine Europäische Beratende Kommission (European Advisory Commission) mit Sitz in London gegründet, die sich mit der Ausarbeitung von Plänen für die europäische Nachkriegsordnung befassen sollte. Sie einigten sich auf folgende Grundlagen der Behandlung Nachkriegsdeutschlands:
- Besetzung ganz Deutschlands durch alliierte Truppen;
- Übernahme der vorläufigen Regierungsgewalt durch eine alliierte Kontrollkommission;
- Entmilitarisierung, Entnazifizierung und Demokratisierung Deutschlands;
- Zerstörung der Kriegsindustrie;
- Verbot und Auflösung der NSDAP;
- Bestrafung der Kriegsverbrecher;
- Wiedererrichtung der Demokratie;
- Reparationsleistungen Deutschlands;
- territoriale Behandlung Deutschlands durch die zu gründende Europäische Beratende Kommission mit Sitz in London (European Advisory Commission, EAC).

Die Aufschiebung des Kernproblems, nämlich der territorialen Behandlung Deutschlands, resultierte vor allem aus den Meinungsverschiedenheiten unter den Alliierten und in der amerikanischen Führung: Präsident Roosevelt und die Militärs wollten eine extreme Schwächung Deutschlands durch Zerstückelung, das State Department (= Außenministerium) bevorzugte die Einheit eines föderalistischen Deutschlands und dessen politische Dezentralisierung. Der britische Außenminister Eden betrachtete den Zerstückelungsvorschlag als „einen nützlichen Beitrag“. Sein sowjetischer Amtskollege Molotow stimmte ihm zu, bezeichnete den Plan allerdings als Minimallösung.

## Moskauer Konferenz 1944
Vom 9. bis 20. Oktober trafen sich Stalin und Churchill in Begleitung ihrer Außenminister, um über die Zukunft der Länder Ostmittel- und Südosteuropas zu beraten. Die Verhandlungen wurden vorbehaltlich einer späteren amerikanischen Zustimmung geführt. Einen Schwerpunkt bildete die Diskussion über die Zukunft Polens, zu der Vertreter der Londoner Exilregierung und des Lubliner Komitees eingeladen wurden. Churchill erklärte, auf Einfluss in Bulgarien und Rumänien weitgehend verzichten zu wollen und im Gegenzug verzichtete die Sowjetunion auf Einfluss in Griechenland.

## Moskauer Außenministerkonferenz 1947
Die vierte Außenministerkonferenz begann am 10. März 1947. Der US-amerikanische Außenminister George C. Marshall stellte den nach ihm benannten Marshallplan zur wirtschaftlichen Vereinigung der vier Besatzungszonen vor. Dazu gehörten eine zonenübergreifende Währungsreform in Deutschland und eine einheitliche Verwaltung. Noch während der Konferenz forderte der amerikanische Präsident Harry S. Truman vom amerikanischen Kongress finanzielle Hilfe für Griechenland und die Türkei, die zusammenzubrechen drohten, um die dortige Einführung eines totalitären kommunistischen Regierungssystems zu verhindern. Diese Moskauer Konferenz dauerte sechs Wochen und wurde ein völliger Fehlschlag. Die Standpunkte zwischen den USA und Großbritannien auf der einen Seite und der Sowjetunion auf der anderen Seite, in denen es vor allem um Osteuropa, aber auch um das Mittelmeer, den Nahen Osten und China ging, waren unvereinbar. Hinsichtlich Deutschlands zeichnete sich eine Teilung ab. Ein weiteres Thema war die Rückführung der Kriegsgefangenen. Am 23. April 1947 wurde beschlossen, alle deutschen Kriegsgefangenen bis Ende 1948 zu repatriieren. Tatsächlich waren aber nach Berechnung der britischen Alliierten bis zu diesem Zeitpunkt mehrere Hunderttausend noch in sowjetischen Lagern.
Hierzu gibt es einen eigenen Artikel Kriegsgefangene des Zweiten Weltkrieges.